# La Torre (Masquefa)
La Torre és una obra de Masquefa (Anoia) inclosa a l'Inventari del Patrimoni Arquitectònic de Catalunya.

## Descripció
Edifici aïllat de planta rectangular. Format per tres cossos, els dos laterals de planta baixa i el central de planta baixa i pis. Coberta a dues vessants. S'ha de ressaltar l'ús d'elements decoratius en la formació de les baranes de les obertures i els elements de ventilació de les càmeres d'aire. L'interior ha estat adaptat per la llar de jubilats del poble.

## Història
Aquesta cada la va construir un fabricant de Barcelona el qual s'havia enriquit arran de la primera guerra mundial.